# Patronage Notre-Dame-de-la-Garde de Cholet
Pour les articles homonymes, voir Notre-Dame de la Garde.
Le patronage Notre-Dame-de-la-Garde de Cholet est un ancien patronage paroissial fondé en 1854 à Cholet (Maine-et-Loire). En 1906, il laisse place à l'association sportive Jeune-France de Cholet lors de sa mise en conformité avec la loi de 1901 mais réapparaît sous forme d'association culturelle vingt ans plus tard. Il est à l'origine de plusieurs associations choletaises apparues depuis.

## Le patronage Notre-Dame-de-la-Garde
En octobre 1854, l'abbé Coutant fonde à Cholet le « Patronage Notre-Dame-de-la-Garde », un patronage inter paroissial s'adressant aux jeunes garçons et adolescents des deux paroisses Notre-Dame et Saint-Pierre. Les grandes promenades à pied en constituent alors la principale activité, souvent associées à des jeux au terme du déplacement : balle au chasseur, course, saut, jeu de drapeaux. À l'occasion, chaque enfant reçoit un petit pain et un quart de vin coupé de beaucoup d'eau. Des omnibus à chevaux sont occasionnellement loués, pour des déplacements plus importants, par exemple pour aller prier dans la chapelle Saint-Joseph-du-Chêne à Villedieu-la-Blouère avec retour par l’abbaye Notre-Dame de Bellefontaine à Bégrolles-en-Mauges ; un voyage à Notre-Dame-des-Dunes à Poitiers est même organisé.

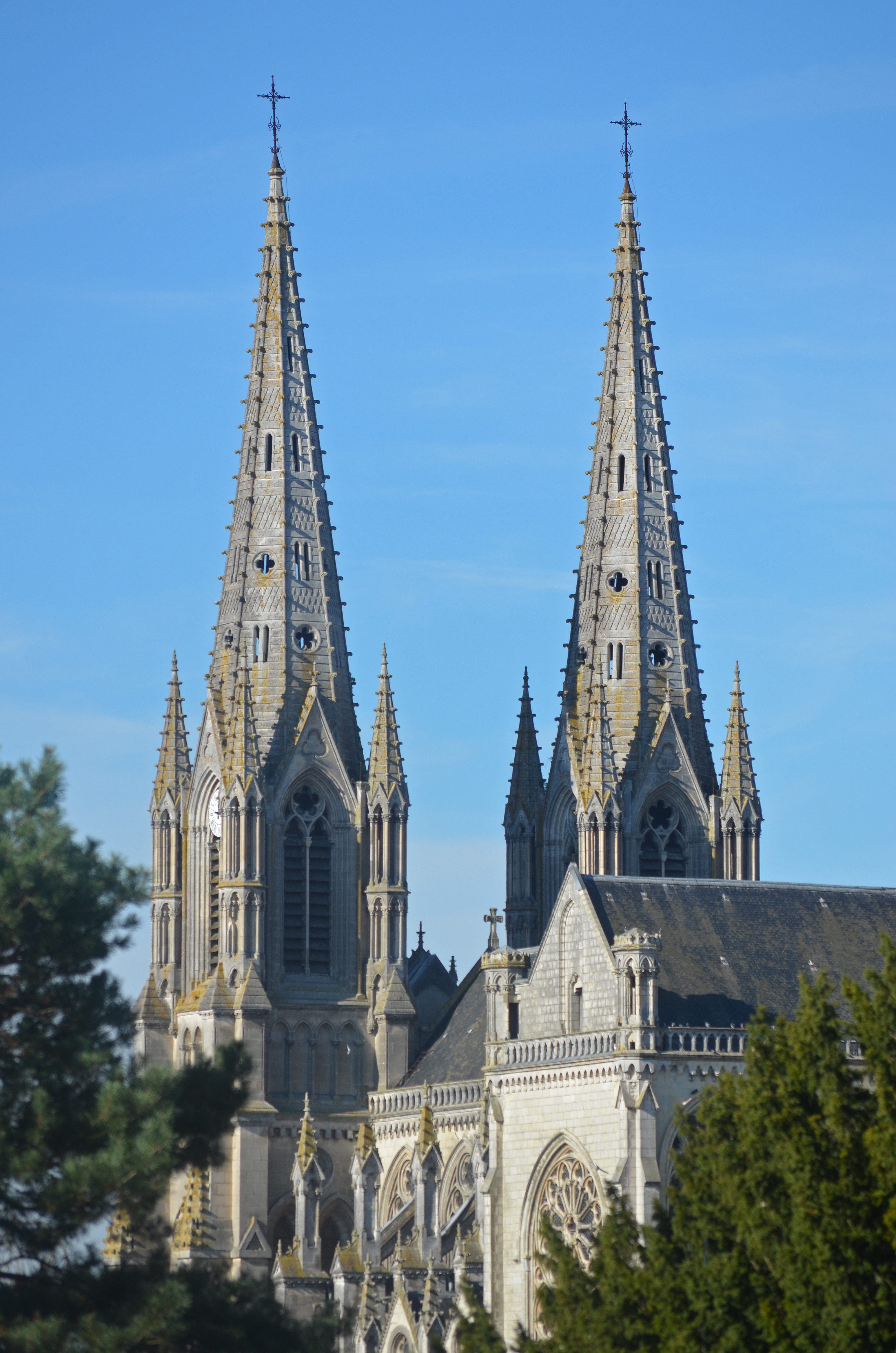
Église Notre-Dame de Cholet.
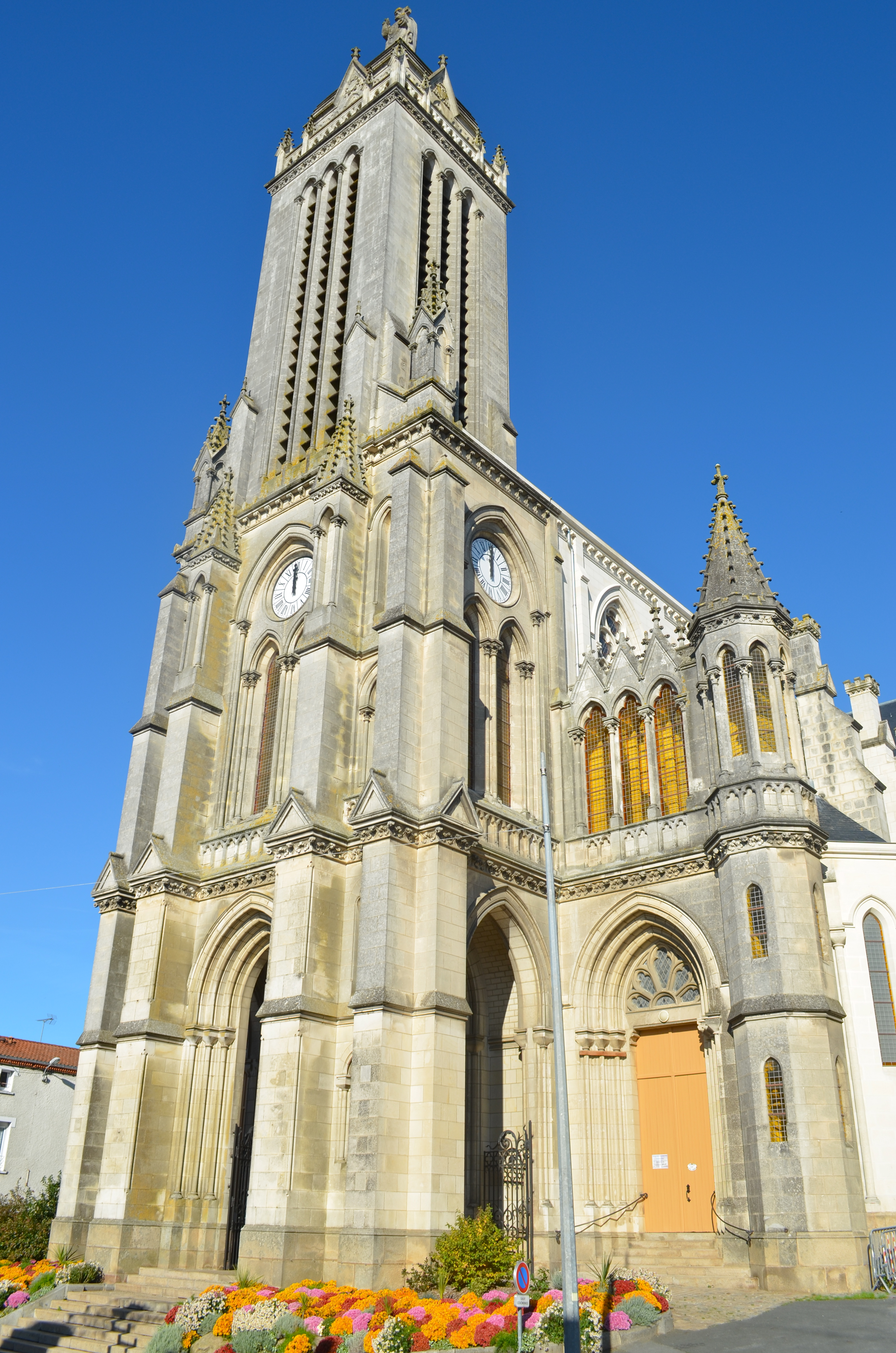
Église Saint-Pierre de Cholet en 2011.

Le 2 janvier 1874, le curé Coutant fonde le Cercle catholique pour les plus de 16 ans. Après un séjour provisoire rue des Vieux-Greniers, il est installé, le 2 septembre 1877, rue de Roussel. Les jeux de boules, de billard et la salle de réunions font la joie des jeunes ouvriers. De généreux donateurs permettent d'y édifier, en 1889, un théâtre qui connaît un succès florissant jusqu'en 1963. En 1931, afin de décorer cette salle le conseil paroissial de Notre-Dame passe une commande de plusieurs médaillons en marbre — représentant les curés successifs de Notre-Dame depuis 1883 — au sculpteur Charles Maillard. Les moulages en plâtre de ces médaillons sont à l'inventaire du musée d'Art et d'Histoire de Cholet.

### La gymnastique et les débuts de la musique

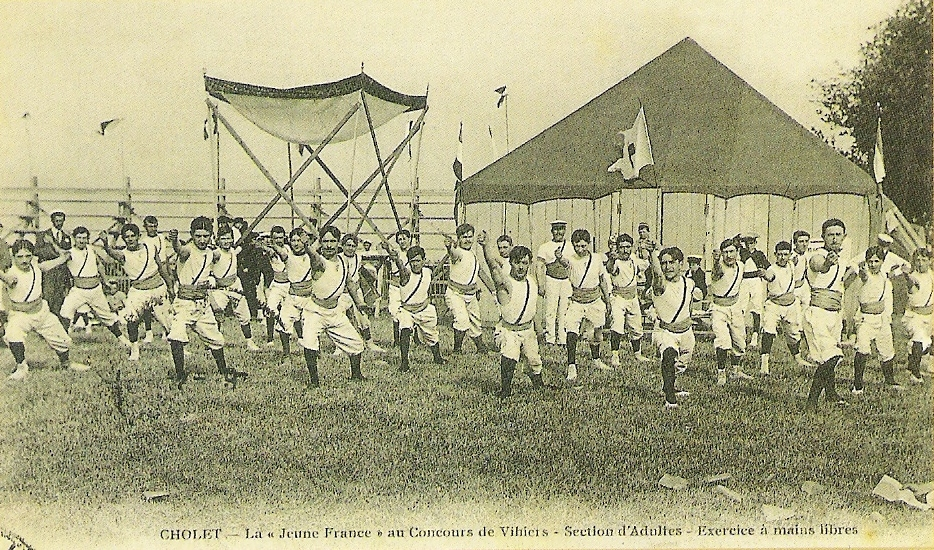
Les gymnastes de La Jeune-France de Cholet au concours de Vihiers en 1914.

C'est après la défaite française de 1870, que la gymnastique apparaît véritablement avec sa fanfare et ses défilés. Le 14 mai 1890 le patronage commence à mettre en place des cours de gymnastique. La première barre fixe est installée en 1891 et les premières barres parallèles en 1893. Ce projet mûrit progressivement ; il aboutit en octobre 1903 à la création d'une section masculine de gymnastique et à la constitution provisoire de « La Jeune-France » affiliée dès 1904 à la Fédération gymnastique et sportive des patronages de France (FGSPF). Elle participe le 10 juillet 1904 au concours de Nantes avec un effectif de 70 gymnastes. À cette époque le président, Francis Bouet, se plaît à rappeler que « la Jeune-France a débuté avec 25 pupilles, deux clairons et trois tambours ». Une clique est fondée en 1912.
Par mesure de prudence peut-être, le 26 décembre 1905, en application de la loi de 1901 sur les associations, les statuts sont déposés à la sous-préfecture de Cholet et, en janvier 1906, le patronage « La Jeune France », né deux ans plus tôt du « patronage Notre-Dame-de-la-Garde », laisse place à l’association Jeune-France de Cholet devenue depuis le club omnisports homonyme.

### L'éducation religieuse et l'action sociale
Pour les défilés, le patronage possède une très belle bannière blanche, utilisée également pour les processions du Saint-Sacrement. En 1905, à la séparation de l'Église et de l'État, en exécution de mesures anticléricales, le commissaire de police interdit le port de cette bannière mais, pour la procession de la paroisse Saint-Pierre, les jeunes gens insistent auprès de M. le curé Coutant pour que la bannière sorte quand même ce qui entraîne la fermeture du patronage durant cinq semaines ; pendant cette période, les réunions se tiennent chez un particulier. 
Outre ses cercles religieux, le patronage poursuit alors des buts socio-éducatifs. Pour initier les enfants à la bonne gestion, une caisse d'épargne est créée ; chaque dimanche, ils y versent ce qu'ils peuvent, la plus modeste somme leur rapportant intérêt. Leur assistance à la messe et aux vêpres est contrôlée par un système de tickets distribués pendant les offices puis repris au patronage et ils reçoivent alors récompenses ou réprimandes. L'usage semble avoir perduré pendant près d'un siècle. Après la Seconde Guerre mondiale, le système est remplacé par une carte de messe individuelle et nominative ; celle-ci est remise pendant la messe au frère-instituteur. Tamponnée et remise à son propriétaire le lundi à l’école, elle doit être présentée au moniteur pour avoir le droit de participer à l’entraînement de gymnastique la semaine suivante.

### Les interactions entre le patronage, l'école paroissiale et l'association sportive
À Cholet, territoire où la tradition catholique est fortement ancrée, les relations entre le patronage, l'école paroissiale et l'association sportive ont toujours été étroitement imbriquées :
- en 1878, alors que l'école Saint-Joseph, mitoyenne du patronage, est dirigée par les Frères de la doctrine chrétienne— remplacés en 1883 par les Frères de Saint-Gabriel[C 4] —, le frère Cassius prend la direction du patronage[L 3] ;
- la chapelle, érigée en 1892[C 5] au premier étage des classes, est utilisée par les élèves de l'école comme par les membres du patronage et ensuite de l'association sportive ;
- en juin 1940, les classes de l'école Saint-Joseph et les installations de la Jeune-France sont réquisitionnées comme casernements allemands[5] ce qui oblige les gymnastes à s'entrainer dans les locaux d’un industriel choletais[L 10] tandis que les classes de l'école sont dispersées sur quatre lieux différents dans la ville[C 6].

## L'association Notre-Dame-de-la-Garde et la culture
Le 25 mars 1926, après un long sommeil, l'association Notre-Dame-de-la-Garde trouve une existence officielle : la Jeune-France la déclare en préfecture pour faciliter le fonctionnement de ses activités culturelles. Le président est celui de la Jeune-France et le conseil d'administration s'y retrouve avec des titres différents ce qui ne facilite pas l'analyse historique.

### Le théâtre
Les activités culturelles ont toujours eu une place importante parmi les pratiques du patronage ; une salle de spectacle est construite en 1888 pour le théâtre et les projections fixes qui sont partie intégrante de la vie des patronages depuis 1872. L'architecte a prévu une légère pente pour permettre aux spectateurs de voir parfaitement la scène profonde que ferme un grand mur ; une baie à arc de couche est prévue pour faciliter, si besoin, l'agrandissement de la salle. Sept cents personnes y tiennent assises sur des chaises et des bancs. L'inauguration a lieu le premier dimanche de janvier 1889 par une pastorale de Noël avec chants et orchestre. En 1903, la scène accueille une partie des premiers entraînements de la section de gymnastique qui vient d'être créée à la Jeune France. 

### Le cinéma
Dans l'entre-deux-guerres, avec l'avènement parfois contesté du cinéma, la salle devient salle de projection, prenant naturellement le nom de « cinéma Notre-Dame ». Dès 1931, les modifications nécessaires pour les projections imposent de nouveaux travaux. Ceux-ci sont complétés en 1934 par l'acquisition d'un nouvel écran et la pose d'un rideau de scène. Pendant l'Occupation le cinéma fonctionne sous surveillance allemande et, dès 1941, l'exploitation de cette activité doit être confiée à une société civile, la « Société choletaise d'exploitation cinématographique » dont le gérant n'est autre que le secrétaire général du patronage. Après la guerre, l'apparition de salles privées concurrentes amène le déclin de l'activité et le cinéma est transformé en salle de gymnastique en 1957. 
En octobre 1995, la commission de sécurité prononce l'interdiction d'utiliser cette salle en raison de la vétusté de la charpente. La salle est détruite en 1997 et le terrain libéré par sa démolition est attribué à l'école Saint-Joseph qui y aménage de nouvelles classes.